# Round and Round
„Round and Round” – piosenka electropop stworzona przez Kevina Rudolfa, Andrew Bolooki, Fefe Dobson, Jeffa Halavacsa i Jacoba Kashera na drugi album studyjny amerykańskiego zespołu Selena Gomez & the Scene, A Year Without Rain (2010). Wyprodukowany przez Rudolfa, Blookiego oraz Halavaca, utwór wydany został jako pierwszy singel promujący krążek dnia 22 czerwca 2010 w sprzedaży cyfrowej.

## Informacje o singlu
"Round and Round” to utwór electropop, inspirowany brzmieniami disco o szybkim tempie muzycznym, zawierający cechy rockowe podczas trwania zwrotek. Według Amara Toora z AOL Radio Blog piosenka przypomina dokonania Kylie Minogue z okresu twórczości artystki przypadającego na rok 2001. Warstwa liryczna porusza temat problematycznego związku, w którym trudne sytuacje powtarzają się.

## Recenzje
Kompozycja zyskała pozytywne recenzje od profesjonalnych krytyków muzycznych. Bill Lamb, recenzent portalu About.com pochwalił Gomez za „dojrzałość wyraźnie słyszalną w głosie” oraz „rockowemu potencjałowi zawdzięczanemu producentowi Kevinowi Rudolfowi”. Lamb stwierdził, iż piosenka jest „chwytliwa, mogąca dotrzeć również do dojrzałego słuchacza, zaś ten typ utworu często puszczany w radiu szybko się nie znudzi”. Krytyk wyznał również, że „do tej pory Selena Gomez dokładnie trzyma się gatunku muzycznego, w którym zaczęła tworzyć i jest to godne uznania”. Becky Bain, recenzentka Idolator stwierdziła, iż piosenka ma „zaraźliwe brzmienie, które może trafić także do tych, którzy niekoniecznie są fanami Disneya”.

## Promocja
Po raz pierwszy „Round and Round” zaprezentowany został w programie America’s Got Talent dnia 14 lipca 2010. By promować utwór zespół wystąpił również w amerykańskich programach Late Show with David Letterman, Late Night with Jimmy Fallon, Today, The View oraz Fox and Friends.

## Teledysk
Teledysk do singla nagrywany był w maju 2010, w Budapeszcie na Węgrzech i reżyserowany przez Philipa Andelmana. Dnia 17 czerwca 2010 artystka za pośrednictwem portalu Twitter umieściła zapowiedzi klipu, natomiast sam obraz miał premierę 21 czerwca 2010 za pośrednictwem oficjalnego profilu Vevo zespołu. Teledysk ukazuje Selenę jako tajnego szpiega podczas swej pracy, na którą składają się załączanie podsłuchów, robienie zdjęć z ukrycia oraz przesyłanie nielegalnych informacji w walizkach. Finalne sceny wideoklipu ukazują ujęcie wokalistki i wykrycie szajki szpiegów. W czasie trwania klipu prezentowane są kadry przedstawiające Selenę Gomez oraz jej zespół występujących na scenie.

## Pozycje na listach
| Lista przebojów (2010)   | Najwyższa pozycja |
| ------------------------ | ----------------- |
| Kanada Billboard Hot 100 | 51                |
| USA Billboard Hot 100    | 24                |

## Daty wydania
| Region            | Data             | Format                      |
| ----------------- | ---------------- | --------------------------- |
| Stany Zjednoczone | 22 czerwca 2010  | digital download            |
| Stany Zjednoczone | 29 czerwca 2010  | airplay                     |
| Wielka Brytania   | 27 września 2010 | CD singel, digital download |